# Liste der Kulturdenkmäler in Wasserliesch
In der Liste der Kulturdenkmäler in Wasserliesch sind alle Kulturdenkmäler der rheinland-pfälzischen Ortsgemeinde Wasserliesch einschließlich des Ortsteils Reinig aufgeführt. Grundlage ist die Denkmalliste des Landes Rheinland-Pfalz (Stand: 8. Februar 2023).

## Denkmalzonen
| Bezeichnung                                  | Lage                                                               | Baujahr                  | Beschreibung | Bild                           |
| -------------------------------------------- | ------------------------------------------------------------------ | ------------------------ | --- | ------------------------------ |
| Denkmalzone Katholische Pfarrkirche St. Aper | Hauptstraße 59 Lage                                                | 1910/11                  | neubarocke Stufenhalle, 1910/11, Architekt Peter Marx; Denkmalzone mit Kirchenvorplatz, Pfarrhaus von 1884 (Hauptstraße 64) und Kriegerdenkmal von 1921 | weitere Bilder Fotos hochladen |
| Denkmalzone Altes Lager                      | südwestlich des Ortes auf dem Hochplateau des Liescher Berges Lage | Ende des 3. Jahrhunderts | Gebäudemauerreste eines Römerlagers, Ende des 3. Jahrhunderts; rechteckige von Mauern begrenzte Grundfläche (links der Bildmitte)                       | Fotos hochladen                |

## Einzeldenkmäler
| Bezeichnung       | Lage                                                                     | Baujahr                              | Beschreibung                                                                             | Bild                           |
| ----------------- | ------------------------------------------------------------------------ | ------------------------------------ | ---------------------------------------------------------------------------------------- | ------------------------------ |
| Bildstock         | Hauptstraße, gegenüber Nr. 21 Lage                                       | 1776                                 | Kreuzigungsbildstock, bezeichnet 1776                                                    | weitere Bilder Fotos hochladen |
| Schulhaus         | Hauptstraße 34 Lage                                                      | 1926                                 | ehemalige Schule; Walmdachbau, 1926                                                      | BW                             |
| Wegekreuz         | Hauptstraße, vor Nr. 34 Lage                                             | 1823                                 | Altarkreuz, bezeichnet 1823                                                              | Fotos hochladen                |
| Wegekreuz         | In der Zehnt Lage                                                        | 1856                                 | Schaftkreuz, bezeichnet 1856                                                             | BW                             |
| Hofanlage         | Kordelstraße 17 Lage                                                     | 1807                                 | klassizistische Winkelhofanlage, bezeichnet 1807                                         | Fotos hochladen                |
| Mühle             | Mühlenstraße 19/19a Lage                                                 | erste Hälfte des 18. Jahrhunderts    | ehemalige Mühle und Wohnhaus, erste Hälfte des 18. Jahrhunderts                          | BW                             |
| Wohnhaus          | Neudorfstraße 11 Lage                                                    |                                      | Wohngebäude mit rückwärtiger Ökonomie, Rokoko, bezeichnet 1787; vollständige Takenanlage | Fotos hochladen                |
| Bildstock         | Neudorfstraße, hinter Nr. 29 Lage                                        | drittes Viertel des 18. Jahrhunderts | Kreuzigungsbildstock, drittes Viertel des 18. Jahrhunderts                               | BW                             |
| Löschemer Kapelle | südlich des Ortes am Aussichtspunkt des Liescher Berges Lage             | 1709                                 | Kapelle der schmerzhaften Muttergottes; Putzbau 1709, Erneuerung 1846                    | weitere Bilder Fotos hochladen |
| Stationenweg      | südlich des Ortes von der Römerstraße zur Löschemer Kapelle führend Lage | 1812                                 | Stationenweg mit 13 Schaftbildstöcken, bezeichnet 1812 und 1820                          | Fotos hochladen                |
| Grana-Denkmal     | südöstlich des Ortes am Felsengrat der Grana-Höhe Lage                   | 1892                                 | Sandstein-Obelisk, gusseiserne Einfriedung, 1892                                         | weitere Bilder Fotos hochladen |
| Reiniger Kreuz    | Reinig, Hauptstraße, neben Nr. 2 Lage                                    | 1800                                 | Altarkreuz, bezeichnet 1800                                                              | Fotos hochladen                |
| Reinigerkapelle   | Reiniger Straße, bei Nr. 40 Lage                                         | frühes 18. Jahrhundert               | barockes Oratorium, frühes 18. Jahrhundert                                               | Fotos hochladen                |
| Schifferkreuz     | Reinig, Reiniger Straße, bei Nr. 51 Lage                                 | 1661                                 | zweiteiliger Kreuzigungsbildstock, bezeichnet 1661 und 1734                              | weitere Bilder Fotos hochladen |